# The Liberator (Miniserie)
The Liberator (El Libertador en español) es una miniserie de animación bélica ambientada en la invasión de Italia por parte de los aliados durante la Segunda Guerra Mundial creada y escrita por Jeb Stuart. Está basada en el libro The Liberator, que narra la odisea de 500 días de un soldado por los escenarios bélicos de Italia, Francia y Alemania, escrita por Alex Kershaw.
Dirigida por Greg Jonkajtys, la miniserie se estrenó el 11 de noviembre de 2020 por la plataforma de streaming Netflix.

## Argumento
The Liberator tiene lugar durante la Segunda Guerra Mundial y narra la vida del oficial Felix Sparks, del Ejército estadounidense, que junto con el 157.º Regimiento de Infantería, luchan durante más de 500 días contra las tropas alemanas en Italia.
The Liberator es una miniserie de acción basada en una historia real sobre el comandante de infantería Felix "Shotgun" Sparks (Interpretado por Bradley James), quién dirigió a los miembros del 157.º Batallón de Infantería de la 45.ª División del ejército estadounidense, un grupo integrado por vaqueros blancos, mexicoamericanos y soldados nativos procedentes del Oeste. Sparks y su batallón, apodado los Thunderbirds, eran soldados comunes, y durante 500 días se mantuvieron firmes y activos en batalla pasando por Italia, participando en la batalla de Anzio, y por la Francia de Vichy durante la operación Overlord. Por último, casi final de la guerra llegaron a penetrar en Alemania, siendo los primeros aliados en llegar al campo de concentración de Dachau. Lograron soportar algunas de las más duras batallas de la guerra convirtiéndose en una de las unidades de combate estadounidenses más condecoradas de la Segunda Guerra Mundial.

## Reparto
- Bradley James como Felix Sparks[6]
- José Miguel Vásquez como  Able Gómez[7]
- Martin Sensmeier como Samuel Piefrío[8]
- Billy Breed como Vacarro
- Forrest Goodluck como Plumanube
- Bryan Hibbard como Hallowell
- Tatanka Means como Otaktay
- Kiowa Gordon como Kanuna
- Matt Mercurio como Cordosa
- Michael Shaeffer como Pop Bullock
- Sam Gittins as Junior Bullock
- Pedro Leandro como Garcia
- Finney Cassidy como Michigan
- Billy Rayner as Jim Taylor
- Harrison Stone as Lieutenant Childers

## Episodios
| N.º | Título               | Dirigido por   | Escrito por | Fecha de lanzamiento original |
| --- | -------------------- | -------------- | ----------- | ----------------------------- |
| 1 | «Por qué luchamos»   | Greg Jonkajtys | Jeb Stuart  | 11 de noviembre de 2020       |
| Los Thunderbirds tropiezan con grandes obstáculos en Salermo, sobre todo, el capitán Sparks, cuyos primeros días como comandante de la unidad se relatan también.          |                      |                |             |                               |
| 2 | «Una palabra: Anzio» | Greg Jonkajtys | Jeb Stuart  | 11 de noviembre de 2020       |
| Con los flancos abiertos, los Thunderbirds enfrentan un brutal impasse con los alemanes cuando defienden Anzio. Sparks se expone a medidas disciplinarias por sus actos.   |                      |                |             |                               |
| 3 | «El enemigo»         | Greg Jonkajtys | Jeb Stuart  | 11 de noviembre de 2020       |
| Reconstruida, la Compañía E se embarca para Francia. Es un descanso bienvenido que pronto da lugar a otra misión imposible. A Sparks le rinden altos honores.              |                      |                |             |                               |
| 4 | «Volver a casa»      | Greg Jonkajtys | Jeb Stuart  | 11 de noviembre de 2020       |
| Los aliados asedian a las fuerzas alemanas, cada vez más desesperadas, y los Thunderbirds son testigos de las atrocidades cometidas por el adversario y sus tropas amigas. |                      |                |             |                               |

## Producción
Anunciada en noviembre de 2018, la producción de la miniserie estaría a cargo de A&E Studios y Unique Features con servicios de animación del estudio School of Humans, con sede en Atlanta. En enero de 2019, Bradley James fue elegido para el papel principal de Felix Sparks y Martin Sensmeier para Samuel Coldfoot. Más tarde, sin embargo, Trioscope Studios retomó la miniserie. El 9 de noviembre, se entrevistó a Brandon Barr, director de contenido de Trioscope Studios y coordinador de producción detrás de la animación para adultos. Afirmó que el proyecto era "particularmente desafiante" y costaba mucho trabajo, mientras argumentó que el anime abrió la puerta a otras técnicas y estilos visuales. También esperaba que la compañía pudiera ser parte de "traer un drama emocional matizado a ese impulso más amplio de la animación para adultos".
The Liberator es la primera miniserie de animación que se produce en Trioscope Enhanced Hybrid Animation, una nueva tecnología de animación híbrida que combina imagen generada por computación (CGI) de última generación con actuaciones en vivo. Según sus desarrolladores, L.C. Crowley y Grzegorz Jonkajtys, la técnica emite “un nivel de emoción y fidelidad sin precedentes a la experiencia del drama animado".

## Lanzamiento
Se lanzó un teaser el 9 de octubre de 2020. Se lanzó un tráiler oficial el 22 de octubre de 2020 y la serie limitada se lanzó el Día de los Veteranos el 11 de noviembre de 2020.

## Recepción
En Rotten Tomatoes, la miniserie tiene un índice de aprobación del 63% según 8 reseñas, con una calificación promedio de 7.19 / 10. En Metacritic, tiene un puntaje promedio ponderado de 59 sobre 100 basado en 7 reseñas, lo que indica "reseñas mixtas o promedio".
Al revisar la miniserie de Rolling Stone, Alan Sepinwall le otorgó 3.5 de 5 estrellas y dijo: "La mayoría de las veces, The Liberator es un recordatorio eficaz de por qué la cultura pop sigue revisando el material de la Segunda Guerra Mundial una y otra vez"  Por el contrario, Daniel Fienberg de The Hollywood Reporter calificó el programa como una serie que es "muy visible", pero que es exasperante debido a su "enfoque inconsistente y sus opciones narrativas", aunque su interés nunca dudo debido a la animación interesante y "llamativa".  Fienberg concluyó que la gente debería ver el programa para ver la animación, para una conmemoración de los Días de los Veteranos, pero estar preparados para la frustración sobre "cuánto más complicada y cuánto más rica" es la historia real y cómo el programa podría haber sido mejor.